# Šarišská Trstená
Šarišská Trstená (em húngaro: Nádfő) é um município da Eslováquia, situado no distrito de Prešov, na região de Prešov. Tem 1,85 km² de área e sua população em 2018 foi estimada em 369 habitantes.

## Demografia
| Ano:        | 1994 | 2004    | 2014    | 2024    |
| ----------- | ---- | ------- | ------- | ------- |
| Broj ljudi: | 219  | 271     | 341     | 377     |
| Razlika:    |      | +23,74% | +25,83% | +10,55% |

| Ano:               | 2023 | 2024   |
| ------------------ | ---- | ------ |
| Número de pessoas: | 370  | 377    |
| Diferença:         |      | +1,89% |